# Quintana (Salas)
Quintana es un lugar español de la parroquia de Villazón, perteneciente al municipio de Salas, en la comunidad autónoma de Asturias.

## Historia
Hacia mediados del siglo XIX, el lugar ya pertenecía a la parroquia de Villazón del municipio de Salas. Aparece descrito en el decimotercer volumen del Diccionario geográfico-estadístico-histórico de España y sus posesiones de Ultramar de Pascual Madoz con las siguientes palabras:

QUINTANA: l. en la prov. de Oviedo, ayunt. de Salas y felig. de Santiago de Villazon (V.).
(Madoz, 1849, p. 319)

En 2023, la entidad singular de población de Quintana tenía empadronados 44 habitantes, todos ellos en el núcleo de población de ese nombre.